# Praia do Monte Alto
A Praia do Monte Alto localiza-se na cidade de Arraial do Cabo, no estado brasileiro do Rio de Janeiro.